# Enciclopedia de los hermanos de la pureza

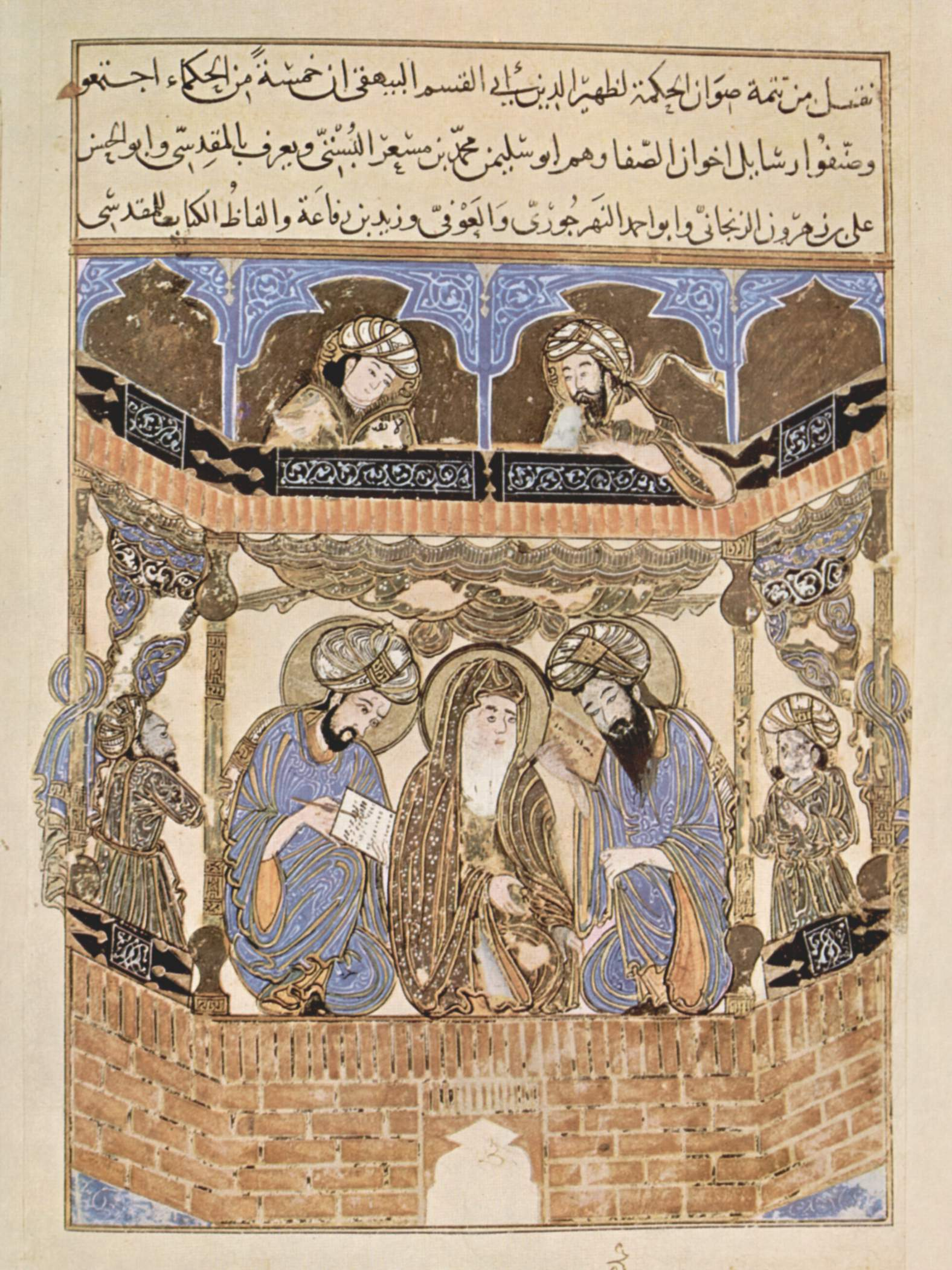
Manuscrito iluminado de 1287 mostrando a los Hermanos de la Pureza.

La Enciclopedia de los hermanos de la pureza (en árabe رسائل إخوان الصفا, Rasail Ikhwan al-Safa) también conocida como las Epístolas de los hermanos de la sinceridad, Epístolas de los hermanos de la pureza o Epístolas de los hermanos de la pureza y de los amigos leales fue una extensa enciclopedia en 52 tratados (rasā'il) escritos por los misteriosos Hermanos de la pureza de Basora, en algún momento de la segunda mitad del siglo X, o posiblemente durante el siglo XI.
Tuvo una gran influencia en entornos intelectuales posteriores del mundo musulmán, como en Ibn Arabi, y fueron transmitidos al extranjero en sitios tan lejanos como al-Ándalus.
La Enciclopedia contribuyó a la popularización y legitimación del platonismo en el mundo islámico.

## Autoría
La identidad y el período de trabajo de los autores de la Enciclopedia no ha podido ser establecido de manera concluyente, aunque se ha relacionado principalmente con los ismailíes. Idris Imad al-Din, un prominente misionera ismaelí en Yemen, atribuyó la autoría de la enciclopedia a Ahmad ibn ʿAbdallāh, el noveno imán de ismailita que vivió en ocultación en la era de los abasíes, al comienzo de la Edad de oro islámica. Algunos sugieren que además del ismailismo, los Hermanos de la Pureza también contienen elementos de sufismo, mu'tazilismo, nusairismo, rosacrucianismo y otros.

## Contenido
La obra tiene amplitud de miras y abarca desde las matemáticas, la música, la astronomía y las ciencias naturales, hasta la ética, la política, la religión y la magia, todo compilado con un único propósito básico: que el aprendizaje es el entrenamiento del alma y la preparación para su vida eventual una vez liberada del cuerpo.